# Fredlanea maculata
Fredlanea maculata är en skalbaggsart som beskrevs av Martins och Maria Helena M. Galileo 1996. Fredlanea maculata ingår i släktet Fredlanea och familjen långhorningar. Inga underarter finns listade i Catalogue of Life.